# José Areas
José Areas (n. 25 iulie 1946, Léon, Nicaragua) este un percuționist din Nicaragua. A fost inclus în Rock and Roll Hall of Fame în 1998 ca percuționist pentru trupa Santana, formație în care a activat din 1969 până în 1980. În 1997 a cântat pe albumul Abraxas Pool împreună cu alți foști membrii din Santana. 